# Campeonato Mundial de Remo de 2020
El Campeonato Mundial de Remo de 2020 se iba a celebrar en Bled (Eslovenia) entre el 16 y el 23 de agosto de 2020 bajo la organización de la Federación Internacional de Sociedades de Remo (FISA) y la Federación Eslovena de Remo. Pero debido a la pandemia de COVID-19 el evento fue cancelado.